# 393 Lampetia
393 Lampetia este un asteroid din centura principală, descoperit pe 4 noiembrie 1894, de Max Wolf.